# Colemanit
Colemanit (kolemanit) – minerał z grupy boranów. Jest minerałem rzadkim, rozpowszechnionym tylko w niektórych rejonach Ziemi.
Nazwa pochodzi od nazwiska W.T. Colemana, amerykańskiego handlowca i właściciela kopalń boranowych, w których ten minerał został po raz pierwszy stwierdzony.

## Charakterystyka

### Właściwości
Tworzy kryształy izometryczne, krótkosłupkowe, długosłupkowe, tabliczkowe i pręcikowe. Niekiedy przyjmuje postać romboedru. Występuje w skupieniach zbitych, pręcikowych, blaszkowych i ziarnistych. Rzadziej tworzy skupienia sferolityczne bądź stanowi wypełnienia geod mineralnych. Dobrze wykształcone kryształy narosłe występują w formie szczotek krystalicznych. Jest minerałem kruchym, przezroczystym do przeświecającego. Nierozpuszczalny w wodzie. Rozpuszczalny w ciepłym kwasie solnym. Barwie płomień na zielono. 

### Występowanie
Powstaje jako produkt ewaporacji (odparowania) słonych jezior, w klimacie pustynnym. Tworzy się w osadach jezior boranowych. Współwystępuje z gipsem, uleksytem, boraksem, boracytem, kernitem, realgarem, halitem, selenitem, kalcytem i celestynem. 
Miejsca występowania: USA – Kalifornia, Nevada; Argentyna, Chile, Turcja, Kazachstan.

### Zastosowanie
- surowiec do pozyskiwania boru[5],
- stosowany w przemyśle chemicznym i farmaceutycznym[3],
- stosowany w jubilerstwie[3],
- cenny kamień kolekcjonerski[3].